# Nikołaj Suchotin (wicegubernator)

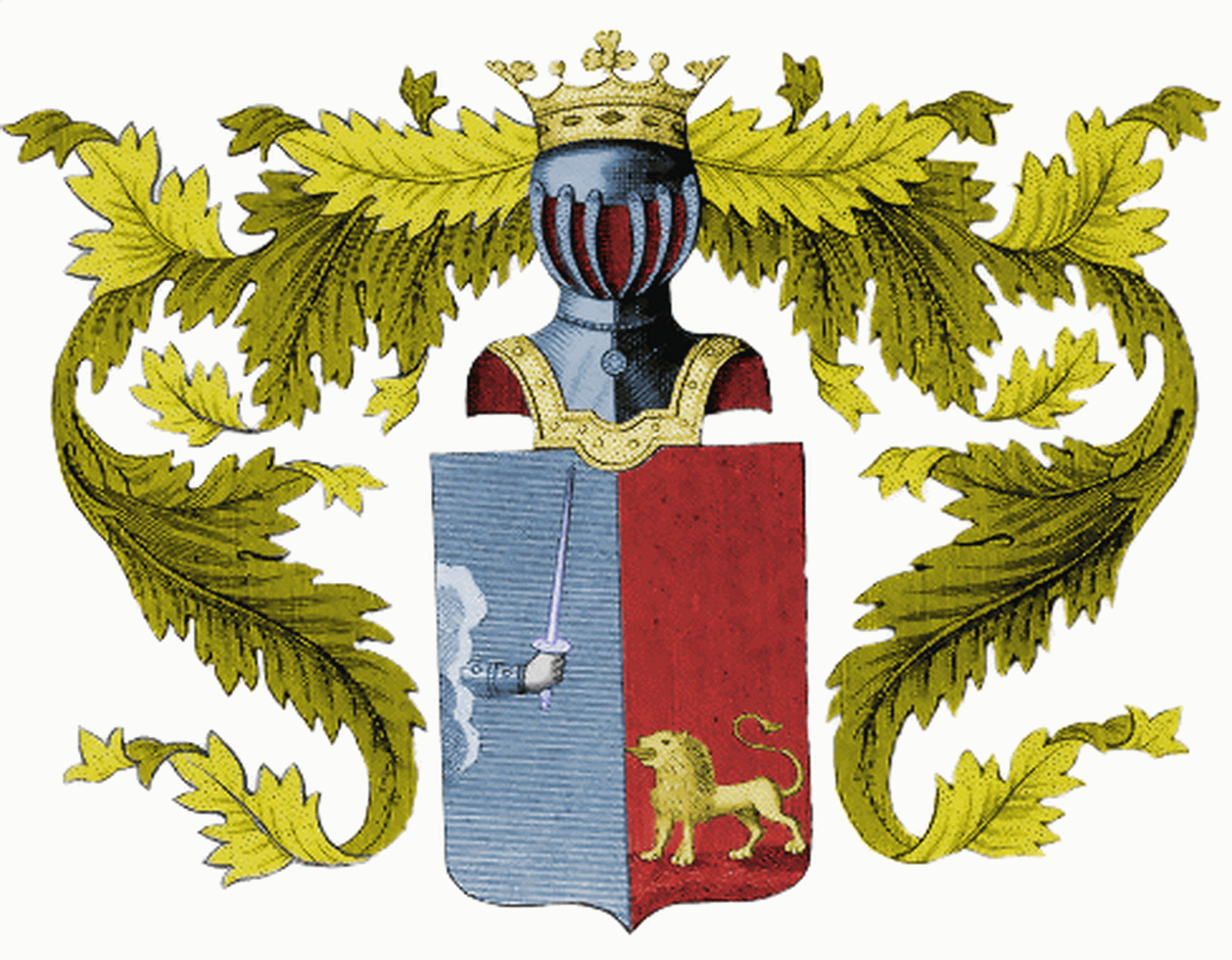
Herb rodu Suchotinów

Nikołaj Gawriłowicz Suchotin, ros. Николай Гаврилович Сухотин (ur. 1848, zm. po 8 lutego?/20 lutego 1899) – działacz państwowy Imperium Rosyjskiego, wicegubernator siedlecki w latach 1891–1899.

## Życiorys
Nikołaj Gawriłowicz Suchotin urodził się w 1848 roku, wywodził się z prawosławnej szlachty dziedzicznej guberni kałuskiej (wpisany do ksiąg 29 października 1858 roku).
Ukończył II Gimnazjum w Moskwie, zdając egzamin na rangę registratora kolegialnego (XIV ranga cywilna w tabeli rang), którą oficjalnie otrzymać miał dopiero 4 listopada 1870 roku.
Od 7 września 1865 do 2 października 1866 roku pracował w Kancelarii Gubernatora Kałuskiego. Następnie od 8 lipca 1867 do 19 sierpnia 1868 roku w Kałuskiej Izbie Skarbowej sprawował funkcję urzędnika do specjalnych poleceń. W obu przypadkach służbę kończył na własną prośbę, za drugim razem argumentując to sprawami osobistymi. Kolejną znaną jego funkcją był analogiczny urząd w Orłowskim Zarządzie Dóbr Państwowych, gdzie pracował od 19 grudnia 1874 roku do likwidacji stanowiska 1 sierpnia 1875 roku. Bez przydziału pozostawał do 23 października, kiedy to na własną prośbę objął urząd przy Orłowskim Zebraniu Szlachty. W 1879 roku przeszedł do prac w policji: 4 maja został pomocnikiem naczelnika w powiecie mohylewskim (gubernia podolska), zaś już 24 czerwca sam objął odpowiedzialność za tę instytucję w powiecie telszewskim (gubernia kowieńska). Dodatkowo 14 grudnia tego roku stanął na czele powiatowego oddziału Komitetu Opiekuńczego nad Więzieniami. W tym czasie został trzykrotnie awansowany w tabeli rang: 29 listopada 1877 roku został sekretarzem gubernialnym (XII ranga cywilna), 7 sierpnia 1880 roku sekretarzem kolegialnym (X ranga cywilna), zaś 16 września 1883 roku radcą tytularnym (IX ranga cywilna).
W 1884 roku przeniesiony został do Królestwa Polskiego. Od 30 października zajmował posadę namiestnika powiatu sokołowskiego (gubernia siedlecka), zaś 27 sierpnia 1886 roku zajął analogiczne stanowisko w powiecie zamojskim (gubernia lubelska). W miesiącu swojego przeniesienia (7 sierpnia) został awansowany do rangi asesora kolegialnego (VIII cywilna), zaś po trzech latach, 17 kwietnia 1889 roku został radcą nadwornym (VII ranga cywilna). Krótki okres przed tymi przenosinami (od 3 lutego 1886 roku) przewodził sokołowskiemu bractwu prawosławnemu pod wezwaniem Opieki Najświętszej Marii Panny.
Pomimo nieposiadania jeszcze przewidzianej na to stanowisko V rangi, 1 lub 17 stycznia 1891 roku został mianowany wicegubernatorem w guberni siedleckiej, gdzie zastąpił uwikłanego w skandal obyczajowy Iwana Zauszkiewicza. Na miejscu zajął też stanowisko przewodniczącego komisji do sprawy powołania cerkwi w miejskim więzieniu. W 1897 roku jego małżonka stanęła na czele lokalnego zarządu Rosyjskiego Czerwonego Krzyża (we wrześniu), zaś on sam, od 28 listopada, brał udział w pracach międzygubernianej komisji księcia Obolenskiego wypracowującej projekt ustawy dotyczącej budowy wałów przeciwpowodziowych na brzegach spławnych rzek. Jako wicegubernator został dwukrotnie awansowany w tabeli rang: 27 stycznia 1893 roku na radcę kolegialnego (VI ranga cywilna), zaś 6 grudnia 1895 roku za wyróżnienie nominowano go radcą stanu (ranga V).
Nikołaj Gawriłowicz Suchotin zmarł 8 lutego 1899 roku. Na stanowisku wicegubernatorskim jego następcą został Aleksiej Małajew.

## Odznaczenia
Nikołaj Gawriłowicz był kawalerem następujących orderów:
- Order Świętego Stanisława:

1. III klasa – 13 lipca 1882 roku,
2. II klasa – 30 czerwca 1886 roku[7].

- Order Świętej Anny:

1. II klasa – 29 czerwca 1889 roku[7].

- Order Świętego Włodzimierza:

1. IV klasa – 5 kwietnia 1892 roku,
2. III klasa – 6 grudnia 1897 roku[7].

Medale
- Srebrny Medal dla Upamiętnienia Panowania Aleksandra III(inne języki)  – 26 lutego 1896 roku[7],
- Ciemnobrązowy Medal za spis powszechny 1897 roku(inne języki)  – 1897 rok[7],

Dodatkowo Gawriłowicz trzykrotnie otrzymał nagrodę finansową za efektywne ściąganie podatków: 16 czerwca 1882 roku 250 rubli, 8 sierpnia 1883 roku 150 rubli i 9 kwietnia 1884 roku 250 rubli.

## Rodzina
Ojcem Nikołaja był Gawrił Nikołajewicz Suchotin (ur. przed 1828, zm. po 1861), tożsamość matki nie zachowała się. Miał młodsze rodzeństwo: dwie siostry i czterech braci: Lidię, Jelizawietę, Aleksandra, Gawriła, Fiodora i Aleksieja.
Ożenił się z Zinajdą Piotrowną Suchodolską (ur. przed 13 lutego 1853, zm. po 1899). Teściami zostali Piotr Amilejewicz Suchodolski – pułkownik gwardii – i Sofia Siergiejewna. Para nie doczekała się potomstwa.